# Edwin Horace Bryan, Jr.
Edwin Horace Bryan, Jr. (* 13. April 1898 in Philadelphia, Pennsylvania; † 24. Juli 1985 in Honolulu, Hawaii) war ein US-amerikanischer Naturforscher. Von 1919 bis 1968 arbeitete er als Kurator in verschiedenen Abteilungen des Bernice P. Bishop Museums.

## Leben und Wirken
Als Bryan ein Jahr alt war, zog sein Vater, ein Schuhhändler, mit der Familie in die Redlands Area nach Südkalifornien. Nach der Schulzeit in der Redlands High School siedelte er 1916 nach Hawaii über. Er studierte auf dem College of Hawaii (heute University of Hawaii), wo er 1920 zum Bachelor of Science graduierte. Während des Ersten Weltkriegs trainierte er Soldaten in den U.S. Army Training Corps. Während seiner Studienzeit arbeitete Bryan in der Bibliothek und wurde Assistent des Botanikers Joseph Rock. Auf Empfehlung des Entomologen David Livingston Crawford (1889–1974) arbeitete Bryan 1919 als Assistent von Otto Herman Swezey im Bernice P. Bishop Museum. 1920 assistierte er Direktor Herbert Ernest Gregory (1869–1952) bei der Organisation des ersten Pan-Pacific Science Congress in Honolulu. 1921 graduierte Bryan an der Yale University zum Bachelor of Philosophy. 1922 wurde Bryan Kurator in der entomologischen Abteilung des Bishop Museums. 1924 erlangte er den Master-Abschluss an der University of Hawaii.
Von 1920 bis 1923 war Bryan Teilnehmer an der Whitney South Seas Expedition und 1924 Teilnehmer an der Tanager-Expedition zu den nordwestlichen Hawaii-Inseln. Während des Zweiten Weltkriegs unterbrach er seine Arbeit für das Bishop Museum und leistete seinen Militärdienst, den er im Rang eines Oberstleutnants beendete, im Pazifik. Während dieser Zeit fertigte er einen Atlas der Pazifikinseln an, der für die United States Army zum Referenzwerk wurde. 1960 wurde das Pacific Science Information Center gegründet mit Bryan als erstem Direktor.
Von 1926 bis 1958 veröffentlichte Bryan mehrere Publikationen über die hawaiische Entomofauna und Avifauna.

## Dedikationsnamen
Nach Bryan sind unter anderem folgende Taxa benannt: Haplostachys bryanii, Chasiempis sandwichensis bryani (Unterart des Hawaiimonarchen), Midwaysturmtaucher (Puffinus bryani), Mariscus pennatiformis var. bryanii und die Käfergattung Bryanites von Samoa.

## Werke (Auswahl)
- Insects of Hawaii, Johnston Island and Wake Island, 1926
- American Polynesia: Coral islands of the central Pacific, 1941
- American Polynesia and the Hawaiian chain, 1942
- Economic Insects of Micronesia, 1949
- The Hawaiian chain, 1954
- Stars over Hawaii, 1955
- Notes on the geography and natural history of Wake Island, 1959 (Atoll Research Bulletin Nr. 66, online)
- Bryan's sectional maps of Honolulu and the Hawaiian Islands, 1959
- Guide to place names in the Trust Territory of the Pacific Islands: (the Marshall, Caroline and Mariana Islands), Bernice P. Bishop Museum, Honolulu 1971, 416 Seiten (ohne Seitenzahlen) (Digitalisat)
- Life in the Marshall Islands, 1972